# Xã Pleasant, Quận Putnam, Ohio
Xã Pleasant (tiếng Anh: Pleasant Township) là một xã thuộc quận Putnam, tiểu bang Ohio, Hoa Kỳ. Năm 2010, dân số của xã này là 3.804 người.